# Owsianka (województwo dolnośląskie)
Owsianka – wieś w Polsce, położona w województwie dolnośląskim, w powiecie wrocławskim, w gminie Kobierzyce.
W latach 1975–1998 wieś administracyjnie należała do województwa wrocławskiego.